# قائمة ركلات الترجيح في كأس العالم للسيدات التابعة للفيفا
هذه قائمة بجميع ركلات الترجيح التي حدثت في نهائيات بطولة كأس العالم للسيدات.
حُسم لقب كأس العالم مرتين، في عامي 1999 و2011، بركلات الترجيح. من بين 11 ركلات ترجيح أُجريت في البطولة، وصلت ثلاث منها إلى مرحلة الموت المفاجئ [الإنجليزية] بعد التعادل في نهاية الشوط الأول (بأفضل خمس ركلات). من بين هذه الركلات، كانت اثنتان من أحدثها (في 2023) أطول ركلات ترجيح في تاريخ كأس العالم للسيدات أو الرجال.

## ركلات الترجيح
المفاتيح
| - = ضربة جزاء مسجلة - = ضربة جزاء ضائعة | - الخلفية الذهبية = سجلت ركلة جزاء أنهت ركلات الترجيح - الخلفية الحمراء = ضربة جزاء ضائعة أنهت ركلات الترجيح | - الخلفية الرمادية = ركلة الجزاء الأولى بركلات الترجيح - خط أفقي ضمن قائمة المتقدمين = بداية مرحلة الموت المفاجئ [الإنجليزية] |

| #   | الفائز           | النتيجة | الخاسر           | ركلات الجزاء | ركلات الجزاء | ركلات الجزاء | الفريق الفائز | الفريق الفائز | الفريق الخاسر | الفريق الخاسر | العام                      | المرحلة                    | التاريخ والمكان                                | R      |
| #   | الفائز           | النتيجة | الخاسر           | س            | ض            | ت            | الحارسة       | المنفذة | المنفذة | الحارسة       | العام                      | المرحلة                    | التاريخ والمكان                                | R      |
| --- | ---------------- | ------- | ---------------- | ------------ | ------------ | ------------ | ------------- | --- | --- | ------------- | -------------------------- | -------------------------- | ---------------------------------------------- | ------ |
| 1.  | الصين            | 1–1     | السويد           | 4–3          | 1–2          | 5–5          | قاو هونج      | سن وين · شيه هويلين · تشين يوفينغ · شوي تشينغشيا · ليو أيلينغ                                                                  | مالين أندرسون · فيديكول · بوهجانين · بيا سوندهاجه · نيسفولد                                                                    | ليدينج        | 1995، السويد               | ربع النهائي                | 1995-06-13 هلسينغبورغ (ملعب اوليمبيا هيلسبروج) | [ 1 ]  |
| 2.  | البرازيل         | 0–0     | النرويج          | 5–4          | 1–2          | 6–6          | مارافيلها     | بريتينيا · سيدينيا · كاتيا · مايكون باربيران · نيني فورميغا                                                                    | ريسه · ماريان بيترسن · يورغنسن · ساندون · جولبراندسن آن كريستين آرونس                                                          | نوردبي        | 1999، الولايات المتحدة     | مباراة تحديد المركز الثالث | 1999-07-10 باسادينا (ملعب روز بول)             | [ 3 ]  |
| 3.  | الولايات المتحدة | 0–0     | الصين            | 5–4          | 0–1          | 5–5          | سكوري         | أوفربيك · فوسيت · كريستين ليلي · ميا هام · براندي تشاستين                                                                      | شيه هويلين · تشيو هايان · ليو ينغ · تشانغ أويينغ · سن وين                                                                      | قاو هونج      | 1999، الولايات المتحدة     | النهائي                    | 1999-07-10 باسادينا (ملعب روز بول)             | [ 4 ]  |
| 4.  | فرنسا            | 1–1     | إنجلترا          | 4–3          | 1–2          | 5–5          | ديفيل         | كاميل أبيلي · بوساليا · غايتان تيني · بومباستور · أوجين لي سومر                                                                | كيلي سميث · كارين كارني · كاسي ستوني · كلير رافيرتي · في وايت                                                                  | كارين باردسلي | 2011، ألمانيا              | ربع النهائي                | 2011-07-09 ليفركوزن (باي أرينا)                | [ 5 ]  |
| 5.  | الولايات المتحدة | 2–2     | البرازيل         | 5–3          | 0–1          | 5–4          | هوب سولو      | شانون بوكس · كارلي لويد · آبي وامباك · ميغان رابينو · آلي كرايغر                                                               | كرستياني روزييرا · مارتا · داياني · فرانسيلي                                                                                   | أندريا        | 2011، ألمانيا              | ربع النهائي                | 2011-07-10 درسدن (ملعب رودولف-هاربيج)          | [ 6 ]  |
| 6.  | اليابان          | 2–2     | الولايات المتحدة | 3–1          | 1–3          | 4–4          | أيومي كارو    | أيا مياما · يوكي ناغاساتو · ميزوهو ساكاغوتشي · ساكي كوماجاي                                                                    | شانون بوكس · كارلي لويد · توبين هيث · آبي وامباك                                                                               | هوب سولو      | 2011، ألمانيا              | النهائي                    | 2011-07-17 فرانكفورت (كومرتسبانك أرينا)        | [ 7 ]  |
| 7.  | ألمانيا          | 1–1     | فرنسا            | 5–4          | 0–1          | 5–5          | نادين آنجرير  | ميلاني بيرنغير · سيموني لاودر · بابيت بيتر · دزينيفر ماروزسان · سيليا شاشيتش                                                   | غايتان تيني · كاميل أبيلي · لويزا نسيب · ويندي رينار · لافوغيز                                                                 | سارة بوهدي    | 2015، كندا                 | ربع النهائي                | 2015-06-26 مونتريال (ملعب مونتريال الأولمبي)   | [ 8 ]  |
| 8.  | النرويج          | 1–1     | أستراليا         | 4–1          | 0–2          | 4–3          | هيلمزيث       | كارولين غراهام هانسن · غورو ريتين · ميجيلدي · إنجريد إنجين                                                                     | سام كير · جيلنيك · ستيف كاتلي                                                                                                  | ليديا وليامز  | 2019، فرنسا                | دور الـ16                  | 2019-06-22 نيس (أليانز ريفييرا)                | [ 9 ]  |
| 9.  | السويد           | 0–0     | الولايات المتحدة | 5–4          | 2–3          | 7–7          | موسوفيتش      | فريدولينا رولفو · إلين روبنسون · ناتالي بيورن · ريبيكا بلومكفيست · هانا بينيسون ماغدالينا أريكسون · لينا هورتيغ                | سوليفان · ليندسي هوران · كريستين ميويس · ميغان رابينو · صوفيا سميث أليسا نايير · كيلي أوهارا                                   | أليسا نايير   | 2023، أستراليا / نيوزيلندا | دور الـ16                  | 2023-08-06 ملبورن (ملعب ملبورن المستطيل)       | [ 10 ] |
| 10. | إنجلترا          | 0–0     | نيجيريا          | 4–2          | 1–2          | 5–4          | ماري إيربس    | جورجيا ستانواي · بيثاني إنغلاند · راشيل دالي · أليكس غرينوود · كلو كيلي                                                        | أوبارانويا · ألوزي · رشيدات أجيباد · أوشيبي                                                                                    | نادوزي        | 2023، أستراليا / نيوزيلندا | دور الـ16                  | 2023-08-07 بريزبان (لانغ بارك)                 | [ 11 ] |
| 11. | أستراليا         | 0–0     | فرنسا            | 7–6          | 3–4          | 10–10        | ماكنزي أرنولد | كايتلين فورد · ستيف كاتلي · سام كير · ماري فولر · ماكنزي أرنولد كاترينا غوري · تاميكا يالوب · إيلي كاربنتر · هنت · كورتني فاين | سلمى باشا · كاديدياتو دياني · ويندي رينار · أوجين لي سومر · إيف بريسيه غراسي جيورو · سكينة قرشاوي · لاكرار · كنزة دالي · بيتشو | دوراند        | 2023، أستراليا / نيوزيلندا | ربع النهائي                | 2023-08-12 بريزبان (لانغ بارك)                 | [ 12 ] |

الملاحظات
1. ↑  لم يتم لعب وقت إضافي قبل اللجوء إلى ركلات الترجيح.[2]

## الإحصائيات
| المفاتيح - † = ركلات الترجيح في نهائي كأس العالم للسيدات - الغامق = فاز بالبطولة في ذلك العام أكبر عدد من ركلات الترجيح في بطولة واحدة - 3 - كأس العالم للسيدات 2011، كأس العالم للسيدات 2023 أقل عدد من ركلات الترجيح في البطولة - 0 - كأس العالم للسيدات 1991، كأس العالم للسيدات 2003، كأس العالم للسيدات 2007 أكثر من لعب ركلات الترجيح - 1 - 11 مباراة أكبر عدد من ركلات الجزاء في ركلات الترجيح - 20 - أستراليا ضد فرنسا (2023) أقل عدد من ركلات الجزاء في ركلات الترجيح - 7 - النرويج ضد أستراليا (2019) أقل عدد من الأهداف في ركلات الترجيح - 4 - اليابان ضد الولايات المتحدة (2011†) أكبر عدد من الركلات الضائعة في ركلات الترجيح - 7 - أستراليا ضد فرنسا (2023) أكبر عدد من الركلات المتتالية الضائعة في ركلات الترجيح - 4 – السويد ضد الولايات المتحدة (2023) الأكثر تسجيلا في ركلات الترجيح - 13 - أستراليا ضد فرنسا (2023) أكثر الأهداف المتتالية المسجلة في ركلات الترجيح - 9 – ألمانيا ضد فرنسا (2015) | الأكثر لعبًا - 4 - الولايات المتحدة (1999، 2011(x2)، 2023) الأكثر لعبًا في بطولة واحدة - 2 - الولايات المتحدة (2011) 1/1 الأكثر فوزًا - 2 - الولايات المتحدة (1999†، 2011) الأكثر خسارة - 2 - الولايات المتحدة (2011†، 2023) - 2 - فرنسا (2015، 2023) أكبر عدد من الانتصارات المتتالية - 2 - الولايات المتحدة (1999†، 2011) أكبر عدد من الخسائر المتتالية - 2 - الولايات المتحدة (2011†، 2023) - 2 - فرنسا (2015، 2023) الأكثر فوزًا دون خسارة على الإطلاق - 1 - ألمانيا (2015) - 1 - اليابان (2011†) أكثر من خسر دون أن يفوزوا أبدًا - 1 - نيجيريا (2023) أكثر من لعب مباريات خروج المغلوب، ولم تلعب ركلات الترجيح أبدًا - 7 - هولندا (2015، 2019×4، 2023×2) فاز بركلات الترجيح وفاز في النهاية بالكأس - الولايات المتحدة (1999†) - اليابان (2011†) فاز بالكأس دون الحاجة إلى لعب أي ركلات ترجيح - الولايات المتحدة (1991، 2015، 2019) - النرويج (1995) - ألمانيا (2003، 2007) - إسبانيا (2023) | أكثر المشاركات في ركلات الترجيح - 2 – سن وين (1995، 1999†) - 2 – شيه هويلين (1995، 1999†) - 2 – شانون بوكس (2011 (×2)†) - 2 – كارلي لويد (2011 (×2)†) - 2 – آبي وامباك (2011 (×2)†) - 2 – كاميل أبيلي (2011، 2015) - 2 – غايتان تيني (2011، 2015) - 2 – ميغان رابينو (2011†، 2023) - 2 – أوجين لي سومر (2011، 2023) - 2 – ويندي رينار (2015، 2023) - 2 – ستيف كاتلي (2019، 2023) - 2 – سام كير (2019، 2023) الأكثر تسجيلا لركلات الجزاء - 2 – سن وين (1995، 1999†) - 2 – شيه هويلين (1995، 1999†) - 2 – آبي وامباك (2011 (×2)†) - 2 – غايتان تيني (2011، 2015) - 2 – أوجين لي سومر (2011، 2023) - 2 – ويندي رينار (2015، 2023) أكبر عدد من ركلات الجزاء المسجلة في بطولة واحدة - 2 – آبي وامباك (2011†) أكثر المشاركات في ركلات الترجيح - 2 – قاو هونج (1995، 1999†) - 2 – هوب سولو (2011 (×2)) أكثر ركلات الجزاء المتصدى لها - 10 – قاو هونج - 10 – ماكنزي أرنولد - 10 – سولين دوراند أكثر ركلات الجزاء المسجلة ضدها - 8 – قاو هونج أكثر ركلات الجزاء الضائعة ضدها - 4 – ماكنزي أرنولد أكثر عدد ركلات جزاء أُهدرت في ركلات ترجيح واحدة - 4 – ماكنزي أرنولد |

### حسب الفريق
| الفريق           | لعب | فاز | خسر | % الغوز | عام الفوز   | عام الخسارة | س  | م  | ت %  |
| ---------------- | --- | --- | --- | ------- | ----------- | ----------- | -- | -- | ---- |
| الولايات المتحدة | 4   | 2   | 2   | 50%     | 1999†، 2011 | 2011†، 2023 | 15 | 21 | 71%  |
| فرنسا            | 3   | 1   | 2   | 33%     | 2011        | 2015، 2023  | 14 | 20 | 70%  |
| الصين            | 2   | 1   | 1   | 50%     | 1995        | 1999†       | 8  | 10 | 80%  |
| البرازيل         | 2   | 1   | 1   | 50%     | 1999        | 2011        | 8  | 10 | 80%  |
| النرويج          | 2   | 1   | 1   | 50%     | 2019        | 1999        | 8  | 10 | 80%  |
| إنجلترا          | 2   | 1   | 1   | 50%     | 2023        | 2011        | 7  | 10 | 70%  |
| السويد           | 2   | 1   | 1   | 50%     | 2023        | 1995        | 8  | 12 | 67%  |
| أستراليا         | 2   | 1   | 1   | 50%     | 2023        | 2019        | 8  | 13 | 61%  |
| ألمانيا          | 1   | 1   | 0   | 100%    | 2015        | -           | 5  | 5  | 100% |
| اليابان          | 1   | 1   | 0   | 100%    | 2011†       | -           | 3  | 4  | 75%  |
| نيجيريا          | 1   | 0   | 1   | 0%      | -           | 2023        | 2  | 4  | 50%  |

### حسب البطولة
| العام | الفرق | مباريات خروج المغلوب | مباريات مع الوقت الإضافي | ركلات الترجيح | نسبة مباريات الوقت الإضافي | نسبة المباريات التي شهدت ركلات جزاء | ركلات الجزاء المسجلة | محاولات ركلات الجزاء | معدل تسجيل ركلات الجزاء |
| ----- | ----- | -------------------- | ------------------------ | ------------- | -------------------------- | ----------------------------------- | -------------------- | -------------------- | ----------------------- |
| 1991  | 12    | 8                    | 2                        | 0             | 25.0%                      | 0.0%                                | -                    | -                    | -                       |
| 1995  | 12    | 8                    | 1                        | 1             | 12.5%                      | 12.5%                               | 7                    | 10                   | 70.0%                   |
| 1999  | 16    | 8                    | 2                        | 2             | 25%                        | 25%                                 | 18                   | 22                   | 81.8%                   |
| 2003  | 16    | 8                    | 1                        | 0             | 12.5%                      | 0.0%                                | -                    | -                    | -                       |
| 2007  | 16    | 8                    | 0                        | 0             | 0.0%                       | 0.0%                                | -                    | -                    | -                       |
| 2011  | 16    | 8                    | 4                        | 3             | 50%                        | 37.5%                               | 19                   | 27                   | 70.0%                   |
| 2015  | 24    | 16                   | 2                        | 1             | 12.5%                      | 6.2%                                | 9                    | 10                   | 90.0%                   |
| 2019  | 24    | 16                   | 3                        | 1             | 18.8%                      | 6.2%                                | 5                    | 7                    | 71.4%                   |
| 2023  | 32    | 16                   | 4                        | 3             | 25.0%                      | 18.8%                               | 28                   | 43                   | 65.1%                   |
| Total | Total | 96                   | 19                       | 11            | 19.8%                      | 11.5%                               | 86                   | 119                  | 72.2%                   |

## الملاحظات
1. ↑  Includes saves, shots onto the bar, and shots wide.
2. ↑  No extra time was played in Third place play-off before proceeding to a penalty shoot-out.[13]